# Требушкін Руслан Валерійович
Руслан Валерійович Требушкін (нар. 27 листопада 1975, Донецьк) — український політик, міський голова Покровська, колаборант з РФ (з 2014 року). Народний депутат України 9-го скликання.
Член Комітету Верховної Ради з питань національної безпеки, оборони та розвідки.

## Життєпис
Освіта вища. Закінчив Донецький державний університет управління (магістр фінансів).
1994—2001 — директор ПП «Руслан». 2001—2002 — директор, 2005—2009 — президент ТОВ «Донмет». 2009—2010 — директор Димитровського багатогалузевого об'єднання комунального господарства.
2001—2005 — голова Димитровської організації «Союзу молоді регіонів України».
2002—2005 — радник Димитровського міського голови Віталія Ключки. 2006—2008 — депутат Димитровської міської ради. 2008—2010 — депутат Донецької обласної ради 5-го скликання.
В жовтні 2009 року тодішній мер Димитрова Юрій Анісімов насмерть забив жінку внаслідок ДТП, внаслідок чого його одразу ж звільнили із займаної посади. Після чого в.о. міського голови стала Лариса Ревва, якій пророкували перемогу під час майбутніх місцевих виборів у жовтні 2010 року. Але тоді ж свою бурхливу діяльність розвинув Руслан Требушкін. Спочатку він очолив Димитровське об'єднання комунального господарства в якості «кризового менеджера». Тут же він почав активно заробляти не тільки на необхідних місту ремонтах доріг, освітленні вулиць, але й на реконструкції міського фонтану та побудови траси для мотокросу. Останній проєкт був пов'язаний з його другом дитинства Костянтином Прокоповичем, який на той час очолював Федерацію мотоспорту Мирнограда. Через це Требушкін домовився з керівництвом Партії регіонів, що під час виборчої кампанії 2010 року саме він балотуватиметься від даної політсили. У підсумку кинута «регіоналами» Лариса Ревва пішла на ті вибори від опозиційної партії «Фронт змін». Під час передвиборчої кампанії Требушкін обіцяв перетворити Мирноград у «місто-сад» (при цьому замовчуючи той факт, як він різав свої же підприємства на метал, позбавляючи своїх підлеглих без роботи). А на адресу головної конкурентки з його сторони неодноразово були погрози. Внаслідок цих передвиборчих баталій Требушкін у жовтні 2010 року був обраним міським головою Мирнограда. 
З 2009 — член виконавчого комітету Федерації дзюдо Донецької області.
Під час місцевих виборів 2015 року Руслан Требушкін вирішив балотуватися у мери Покровська. Для цього він залишив Мирноград на свою надійну людину, секретаря Покровської міської ради Олександра Брикалова, який тоді був кандидатом від «Опозиційного блоку».
Перед парламентськими виборами 2019 року Требушкін намагався долучитися до складу партії міського голови Одеси Геннадія Труханова «Довіряй ділам», але згодом зрозумівши її перспективи на Донеччині, вирішив балотуватися від «Опозиційного блоку» по 50 округу.
Під час свого депутатства Требушкін прославився тим, що виписав собі із державного бюджету 118 тисяч грн компенсації за нібито оренду житла у Києві, яке було надане його дружині сином генерала Сапко. А в березні 2020 року, за повідомленнями деяких ЗМІ, під час своєї поїздки до Дніпра Требушкін загуляв з повіями так, що втратив свою кишеню та депутатський мандат.
1 червня 2020 року, використовуючи свій вплив у Покровську, заради збереження контролю над містом Требушкін змінив наглядача за ним від себе. Замість виконувачки обов'язків міського голови Ірини Сущенко, яку політик поставив на час своєї передвиборчої кампанії у 2019 році, через своїх підконтрольних депутатів Покровської міської ради призначив свого молодшого брата Олексія Требушкіна.

## Громадянська позиція
Під час подій Революції Гідності взимку 2014 року міський голова Мирнограду Руслан Требушкін особисто доставляв бійцям спецпідрозділу «Беркут» гуманітарну допомогу.
Тоді ж під час мітингу Антимайдану заявляв наступні фрази:
|  | Після Помаранчевої революції розкрадали країну, поклали під Америку, посварили з Росією. |

|  | Я член Партії регіонів, був, є та залишаюся. |

Навесні 2014 року Требушкін дякував Володимиру Путіну за анексію Криму.
Під час засідання міської ради Мирнограда 14 травня 2014 року переконував підконтрольних йому депутатів у тому, що мешканці міста знають про те, що у загибелі покровчан під час «референдуму» 11 травня начебто винні поліцейські полку спеціального призначення «Дніпро-1» та в тому, що постмайданна влада в Україні нібито є «київською хунтою».
На треті роковини повномасштабного вторгнення Росії на територію України 24 лютого 2025 року Требушкін звернувся російською мовою до Володимира Зеленського із закликом «укласти мир», бо цього, за його словами, «хочуть» мешканці Покровська.

## Нагороди
- Подяка Донецької обласної ради (2010)[13]
- Почесний знак Профспілок держустанов України «За соціальний діалог» (2013)[13]